# Rupia malediwska
Rupia malediwska (maled. ދިވެހި ރުފިޔާ) – jednostka walutowa Malediwów. 1 rupia = 100 lari.
| Obraz | Obraz  | Wartość   | Kolor     | Rozmiary     | Opis                                        | Opis                           | Data wydania |
| Awers | Rewers | Wartość   | Kolor     | Rozmiary     | Awers                                       | Rewers                         | Data wydania |
| ----- | ------ | --------- | --------- | ------------ | ------------------------------------------- | ------------------------------ | ------------ |
|       |        | 5 rupii   | Fioletowy | 70mm x 150mm | Palma kokosowa, Maldives Monetary Authority | Tradycyjne rybołówstwo         | 1983         |
|       |        | 10 Rupii  | Brązowy   | 70mm x 150mm | Palma kokosowa, Maldives Monetary Authority | Tradycyjne życie na wyspie     | 1983         |
|       |        | 20 Rupii  | Indigo    | 70mm x 150mm | Palma kokosowa, Maldives Monetary Authority | Widok na historyczny port      | 1983         |
|       |        | 50 rupii  | Niebieski | 70mm x 150mm | Palma kokosowa, Maldives Monetary Authority | Targ ze straganami             | 1983         |
|       |        | 100 rupii | Zielony   | 70mm x 150mm | Palma kokosowa, Maldives Monetary Authority | Monument Medhuziyaaraiy        | 1983         |
|       |        | 500 rupii | Czerwony  | 70mm x 150mm | Palma kokosowa, Maldives Monetary Authority | Centrum Islamistyczne i meczet | 1990         |